# کاواساکی کی-۲۸
کاواساکی کی-۲۸ (به ژاپنی: キ۲۸) یک هواگرد جنگنده تک‌باله تک‌موتوره تک‌سرنشین ساخت شرکت کاواساکی در امپراتوری ژاپن بود که نخستین پرواز خود را سال ۱۹۳۶ انجام داد. کی-۲۸ در پاسخ به درخواست نیروی زمینی امپراتوری ژاپن برای جایگزینی جنگنده گونه ۹۵ طراحی شد اما در رقابت با ناکاجیما کی-۲۷، مورد پذیرش قرار نگرفت و از مرحله پیش‌نمونه فرا تر نرفت.

## طراحی و توسعه
همزمان با آغاز تولید انبوه جنگنده دوباله گونه ۹۵، نیروی زمینی امپراتوری ژاپن به شکل غیررسمی از شرکت‌های کاواساکی، شرکت هواپیماسازی ناکاجیما و میتسوبیشی خواست کار بر روی یک جنگنده جدید با پیکربندی تک‌باله را آغاز کنند. سفارش رسمی بدین منظور ماه آوریل سال ۱۹۳۶ صادر شد.
کار کاواساکی روی هواگرد جدید از ماه نوامبر سال ۱۹۳۵ آغاز شد. مهندس دوی تاکئو هواگرد را از نقطه آغاز تجربیات حاصل از هواگرد پیشین کی-۵ طراحی کرد و نیروی زمینی عنوان «کی-۲۸» بر آن نهاد. با وجود این که ناکاجیما و میتسوبیشی استفاده از موتور شعاعی خنک‌شونده با هوا را برگزیدند، کاواساکی، همانند جنگنده‌های پیشین خود، تصمیم به استفاده از موتور خطی خنک‌شونده با آب گرفت. جنگنده جدید کاواساکی پیکری‌بندی تک‌باله بال‌پایین خود اتکا داشت. کاواساکی برای نخستین بار در این هواگرد در بال‌ها از برآافزاهای دو تکه با کاربرد دستی استفاده کرد. در اتاقک خلبان نیمهآسمانه کشویی به پشت، به‌کار رفت. نیرومحرکه هواگرد را یک موتور کاواساکی ها-۹–۲-کو با توان ۸۵۰ اسب بخار تأمین می‌کرد. تسلیحات شامل دو مسلسل هماهنگ‌شده ۷٫۷ م‌م بود. با وجود این که از حدود این زمان در جنگنده‌های اروپایی و آمریکایی از ارابه فرود جمع‌شو استفاده می‌شد، طراحان ژاپنی هنوز از ارابه فرود ثابت استفاده می‌کردند؛ چرا که سبک‌تر و کمتر دردسر آفرین بود.
دو پیش‌نمونه از کی-۲۸ در ماه‌های نوامبر و دسامبر سال ۱۹۳۶ تکمیل شد. پس انجام آزمایش‌های شرکت، هواگردها برای ارزیابی نیروی زمینی به تاچیکاوا پرواز کردند. کی-۲۸ در رقابت با ناکاجیما کی-۲۷ و میتسوبیشی کی-۳۳ قرار گرفت. هر سه نمونه عملکرد نسبتا یکسانی داشتند. کی-۲۸ با رسیدن به حداکثر ۴۸۵ کیلومتر بر ساعت اندکی سریع‌تر از دو هواگرد دیگر بود و سرعت اوج‌گیری، شتاب و عملکرد در ارتفاع بیش ۵٬۰۰۰ متر بهتری داشت. به هر صورت این مزیت‌ها تحت شعاع تحرک‌پذیری ضعیف‌تر کی-۲۸، مخصوصاً دایره چرخش بزرگ‌تر آن بود. البته با سرعت بیشتر، در زمان برابری با دیگر هواگردها دایره را می‌چرخید. در نهایت، نیروی زمینی با تاکید بر سیاست توقع بهترین عملکرد در رزم تک‌به‌تک هوایی نزدیک، ماه مارس سال ۱۹۳۷ کی-۲۸ را به نفع ناکاجیما کی-۲۷، رد کرد. هیچ کار توسعه بیشتری بر کی-۲۸ صورت نگرفت. به هر صورت کاواساکی از تجربه به دست آمده در این مورد در طراحی‌های بعدی خود مخصوصاً کی-۶۱، استفاده کرد.

## مشخصات فنی
مشخصات عمومی
- خدمه: ۱ نفر
- طول: ۷٫۹ متر
- طول بال: ۱۲ متر
- ارتفاع: ۲٫۶ متر
- مساحت بال: ۱۹ متر مربع
- وزن خالی: ۱٬۴۲۰ کیلوگرم
- وزن بارگذاری‌شده: ۱٬۷۶۰ کیلوگرم
- بار بر بال: ۹۲.۶ کیلوگرم بر متر مربع
- نیرومحرکه: ۱ × موتور وی‌شکل ۱۲ سیلندر کاواساکی ها-۹–۲-کو خنک‌شونده با آب: ۸۵۰ اسب بخار هنگام برخاستن
- نسبت وزن به توان: ۲.۲ کیلوگرم بر اسب بخار
- پیشران: ملخ دو تیغه فلزی با گامِ ثابت

عملکرد
- حداکثر سرعت: ۴۸۵ کیلومتر بر ساعت در ۳٬۵۰۰ متری
- سرعت اوج‌گیری: ۵٬۰۰۰ متر در ۵ دقیقه و ۱۰ ثانیه
- سقف پروازی: ۱۱٬۰۰۰ متر
- برد: ۱٬۰۰۰ کیلومتر

تسلیحات
- ۲ × مسلسل هماهنگ‌شده ۷٫۷ م‌م روی بدنه رو به جلو